# Wittelsbacher Park

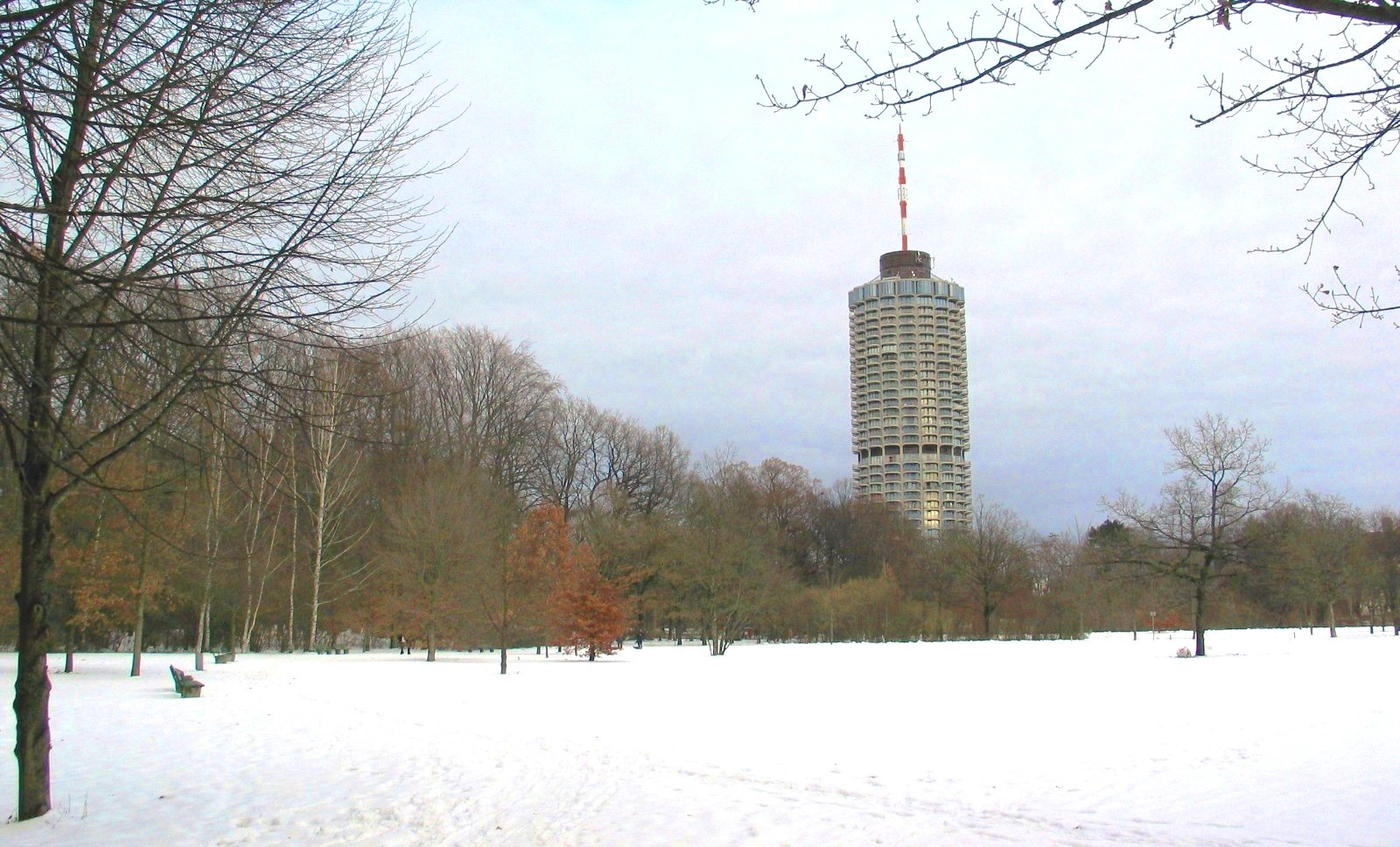
Der Wittelsbacher Park

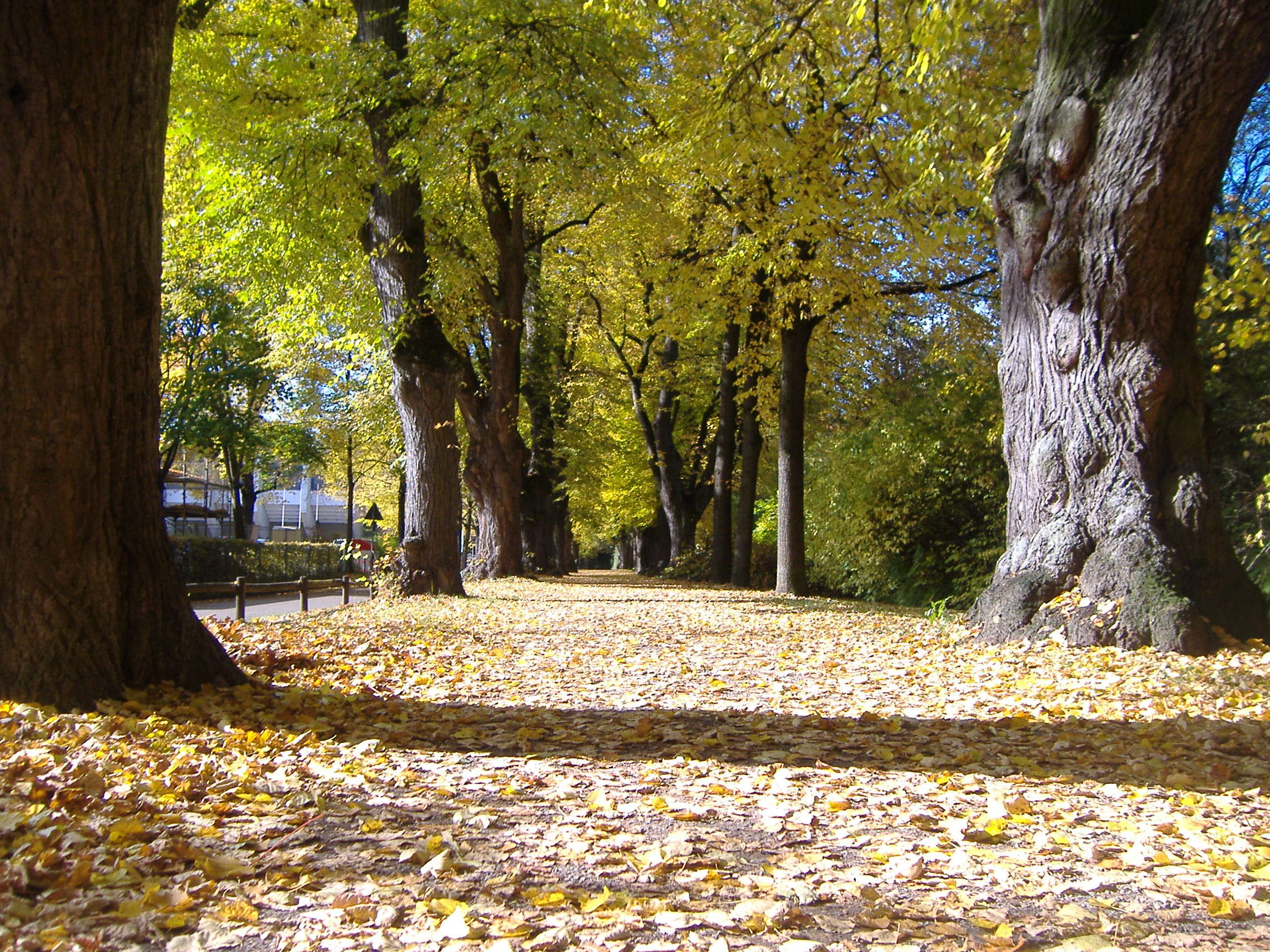
Alte Lindenallee im Herbst im Südteil des Parks

Der Wittelsbacher Park ist eine der größten Grünflächen Augsburgs. Er ist 18 Hektar groß und seit dem 10. März 1980 Landschaftsschutzgebiet. Die Gesamtfläche des Schutzgebiets beträgt 20,8 Hektar. Das häufig nur Wittelsbacher Park genannte Areal setzt sich zusammen aus dem so genannten Stadtgarten im Nordosten, dem eigentlichen Wittelsbacher Park und dem Abhang zum Wertachtal.

## Die Lage
- Der Park beginnt im Norden an der Rosenaustraße und der Gögginger Brücke.
- Die Ostgrenze bilden die Augsburger Kongresshalle an der Gögginger Straße sowie der Hotelturm.
- Im Westen ist der Park begrenzt durch den Abhang zum Wertachtal mit seinem denkmalgeschützten Schluchtwald.
- Im Süden endet er an der Erhard-Wunderlich-Sporthalle und beim Rodelberg am Rosenaustadion.

## Freizeitangebote und Sehenswürdigkeiten
Der Wittelsbacher Park ist wegen der Schönheit und Vielfalt seines Baumbestandes beliebt. Er bietet außerdem mehrere große Freiflächen sowie einen kleinen und einen großen Kinderspielplatz. Ein etwa 15 Meter hoher Rodelberg schließt den Park im Süd-Westen ab. Am Nord-Ost-Zugang an der Gögginger Brücke befinden sich ein kleiner künstlicher See mit Terrasse und darauf ein Biergarten. In seinem Betonbecken steht ein kleiner Pavillon aus dem Jahr 1886. Er wurde vom Augsburger Schlossermeister Göbel aus Eisen geschmiedet und in den 1970er Jahren restauriert. Im Sommer steigt in Seemitte eine etwa zehn Meter hohe Wasserfontäne auf.
In den Park integriert ist ein 1957 angelegter japanischer Steingarten. Er trägt den Namen Rudolf-Diesel-Gedächtnishain zum Gedenken an den Augsburger Rudolf Diesel und seine Erfindung des Dieselmotors im Jahr 1897. Er ist etwa 1.000 Quadratmeter groß und von Hecken umgeben. Die Grünfläche wurde mit großen, bis zu zwei Meter hohen Felsblöcken gestaltet, die dazu vom japanischen Fluss Inagawa nach Augsburg transportiert wurden. Gestiftet hat den Hain Magokichi Yamaoka, damals Chef der Yanmar-Diesel-Werke, die in den japanischen Städten Amagasaki und Nagahama Dieselmotoren produzierten. Der Park wurde von ihm am 6. Oktober 1957 den Augsburgern offiziell übergeben. Yamaoka setzte sich auch dafür ein, dass die beiden Städte 1959 zu Partnerstädten Augsburgs wurden, den ersten deutsch-japanischen Städtepartnerschaften.
1924 wurde westlich des Spielplatzes im Wittelsbacherpark von der Abteilung Augsburg der Deutschen Kolonialgesellschaft eine „Koloniallinde“ gepflanzt. Anlass war der 40. Jahrestag der Erwerbung der Lüderitzbucht in Deutsch-Südwestafrika. Mit der Linde sollte der deutschen „Kolonialhelden“ gedacht werden und die Bevölkerung aufgefordert werden, „nicht Ruhe zu geben, bis das feindliche Rauben unserer Kolonien wieder gesühnt werde“.

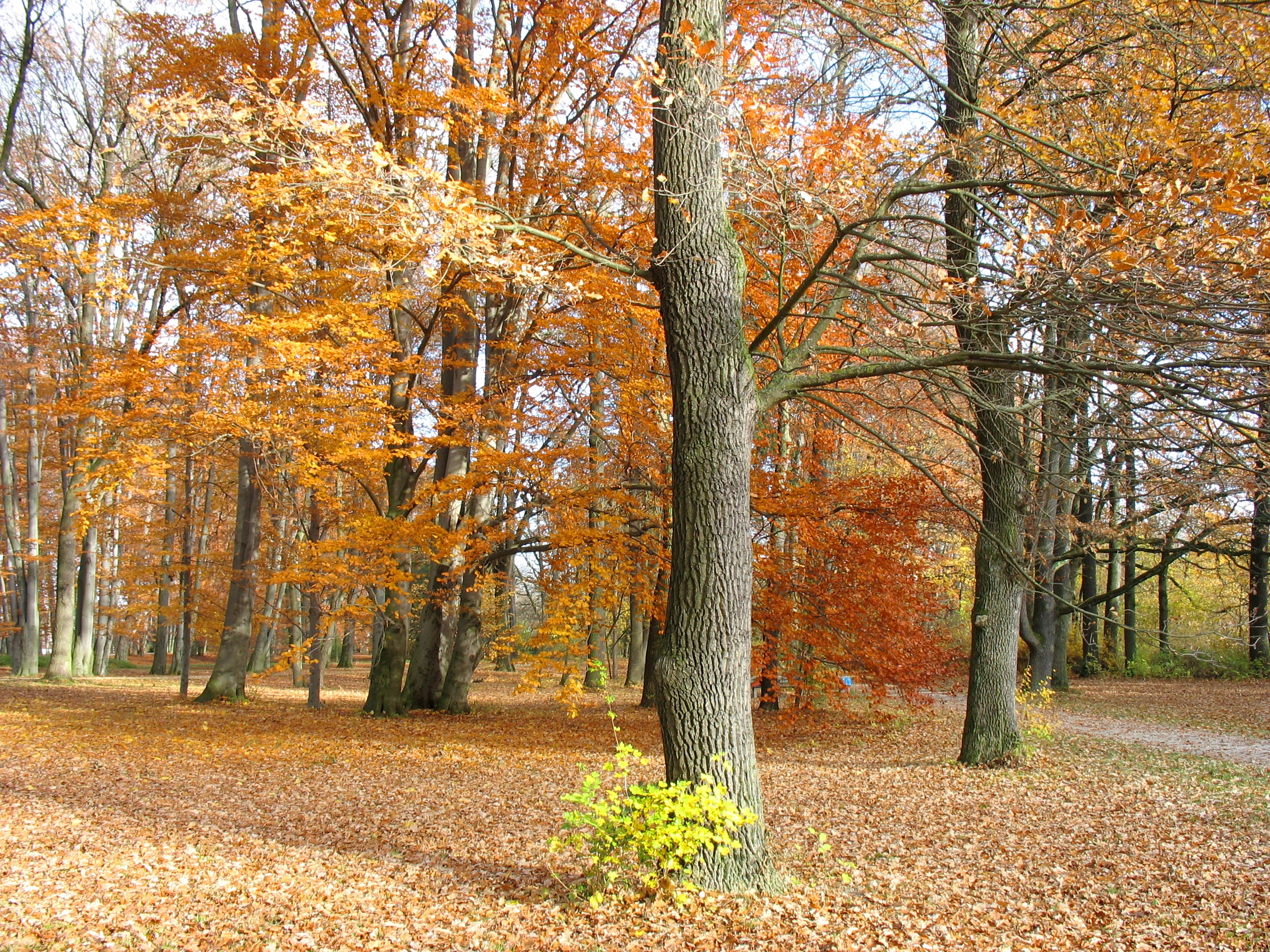
Herbst im Park
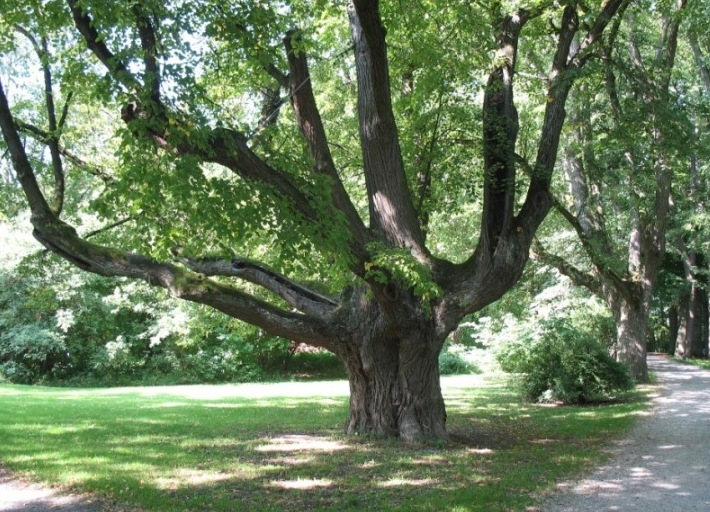
Schöner Baumbestand
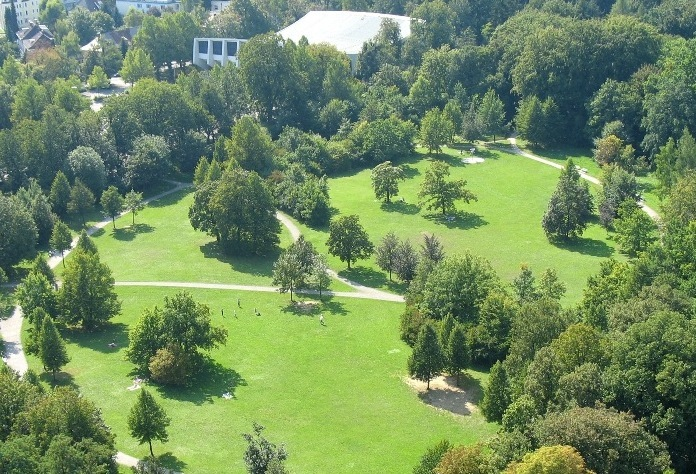
Freiflächen
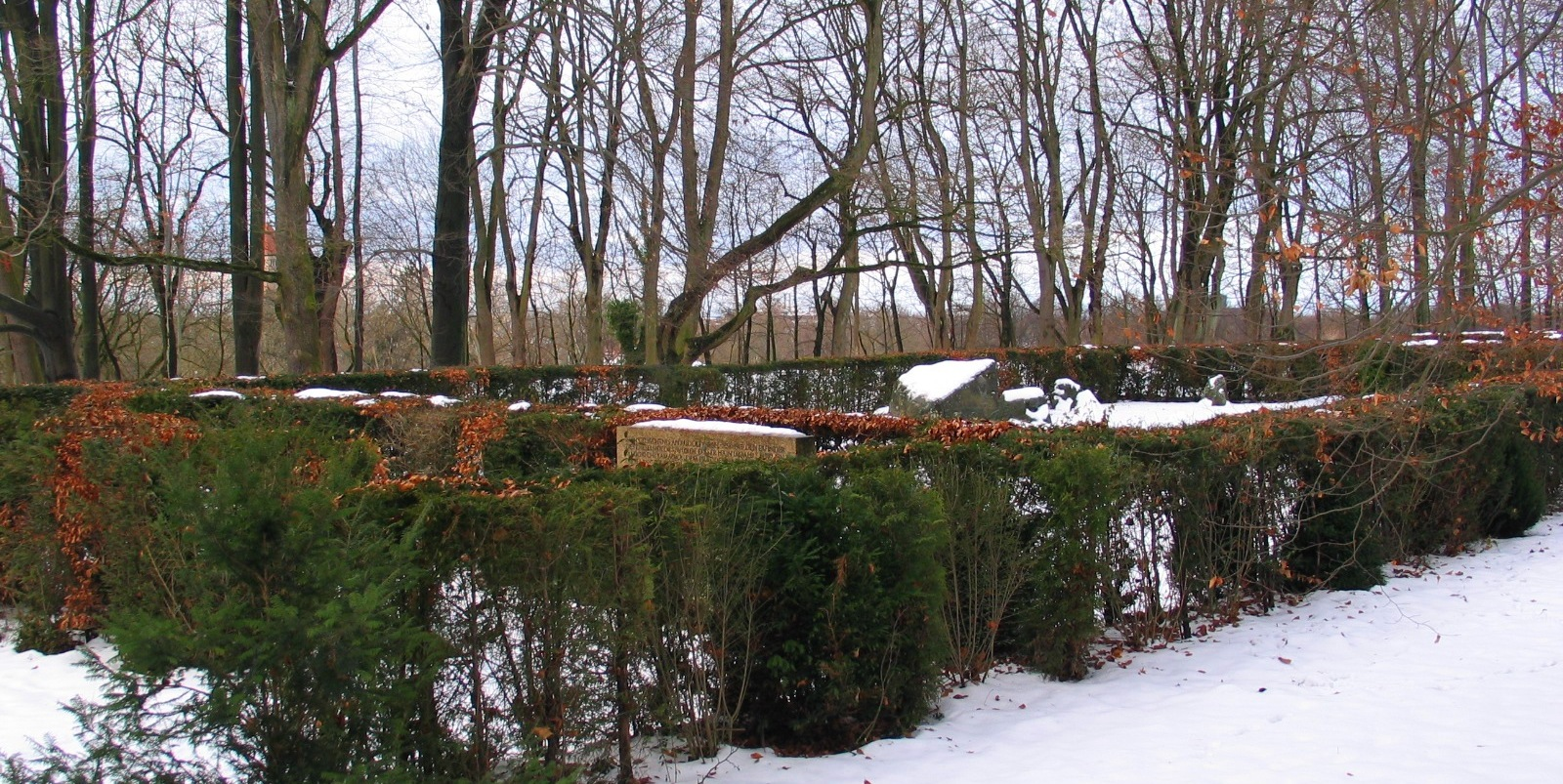
Rudolf-Diesel-Gedächtnishain

## Bunkeranlage

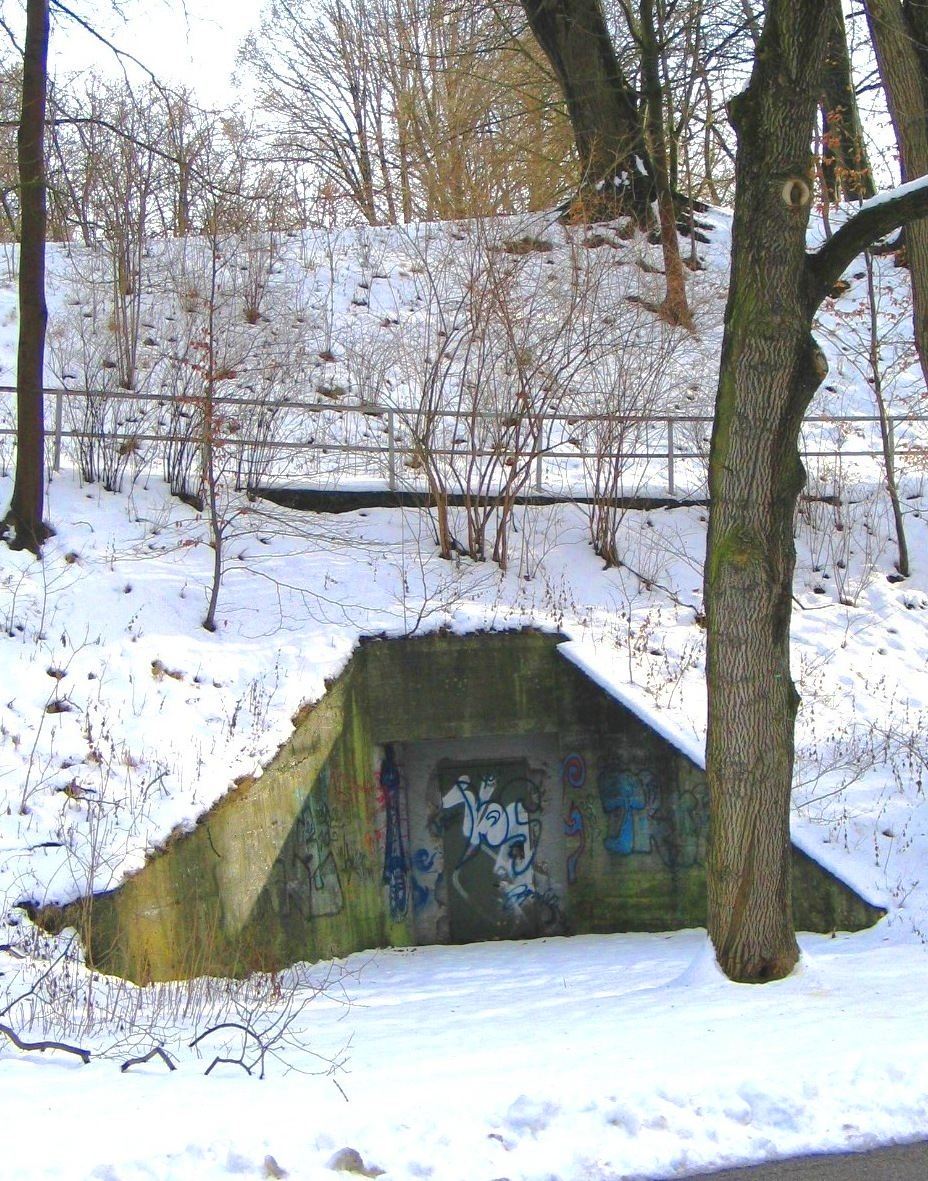
Bunkereingang an der Schießstättenstraße

Unter dem Wittelsbacher Park befand sich von 1944 bis 2001 eine große Bunkeranlage. Die Luftschutzstollen wurden 1944 gebaut und für 1.200 Menschen ausgelegt. Auslöser war der nächtliche Bombenangriff der Britischen Luftwaffe vom 25. auf den 26. Februar 1944, bei dem es 730 Tote und über 1.300 Verletzte gab. Die Hälfte der Augsburger verließ daraufhin die Stadt.
Siehe Luftangriffe auf Augsburg
Die unterirdische Anlage reichte von der Schießstättenstraße bis zur Christoph-von-Schmid-Straße. Die kilometerlangen Gänge lagen zum Beispiel unter dem Rudolf-Diesel-Gedächtnishain und unter dem östlichen Rand des Rosenaustadions (Rosenauberg). Ein Gang reicht bis auf 20 Meter an den Hotelturm heran. Die Gänge waren teilweise parallel angelegt und mit Quergängen verbunden. Nur ein kleiner Teil ist heute noch erhalten.
Die engen und teilweise nur 1,40 Meter hohen Gänge wurden in sehr kurzer Zeit angelegt, um den dagebliebenen Bürgern schnell Schutz bieten zu können. Der größte Raum bietet gerade Stehhöhe und fasst nur 15 Personen.
Der Bunker war spärlich ausgestattet. Licht spendeten tragbare Karbidlampen. Sanitäranlagen gab es nicht. Die Schutzsuchenden saßen auf Klappsitzbänken an den Wänden. Die Frischluftzufuhr erfolgte über Luftschutzschächte.

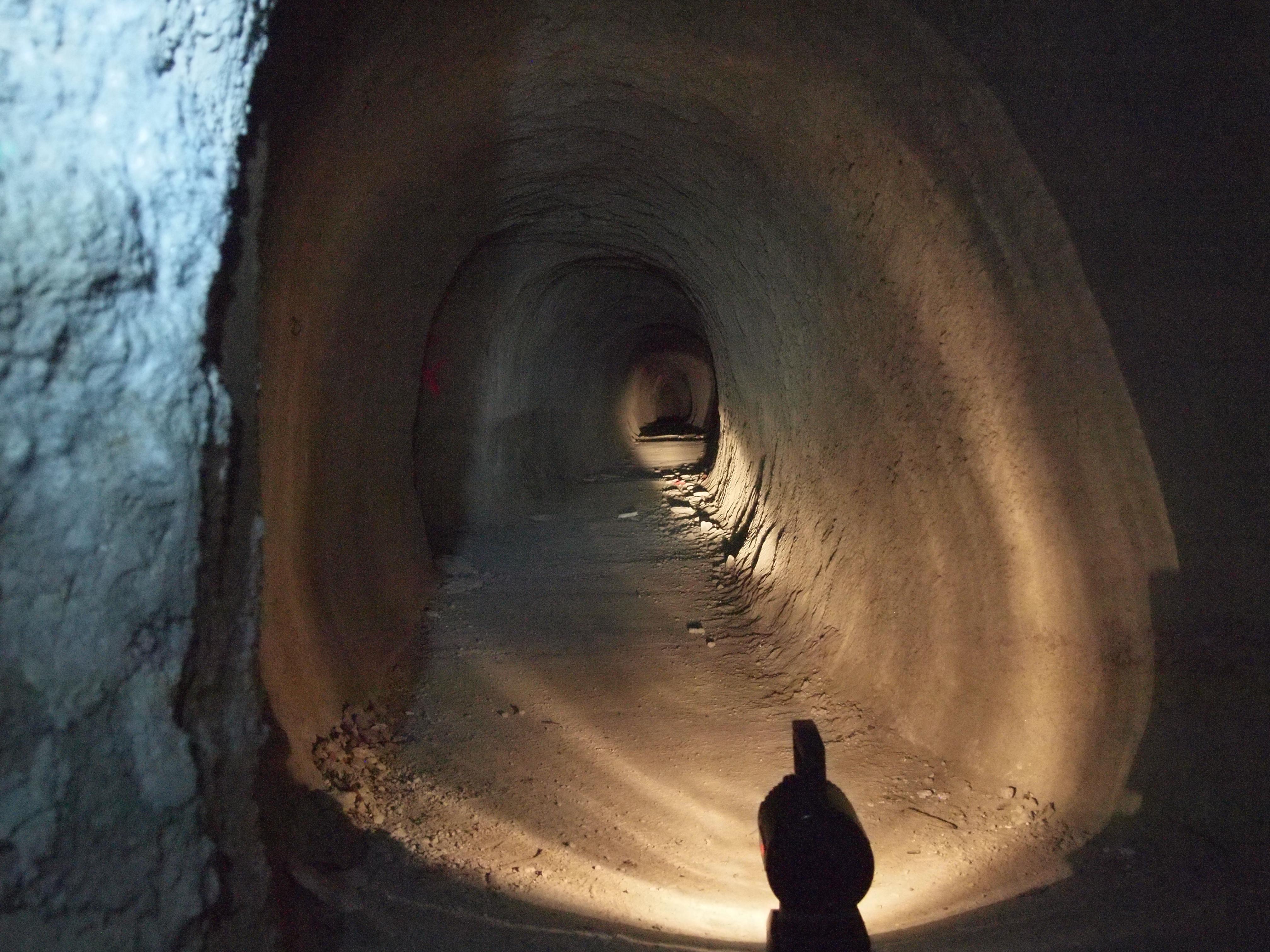
Niedriger werdende Gänge im SW des Bunkersystems

Nach dem Krieg haben die Augsburger die Holzbalken und -bretter, mit denen die Bunker provisorisch verschalt waren, ausgebaut. Teile der Anlage, die dem Bund gehörte, stürzten daraufhin ein. 1962 wurde sie für fünf Millionen Mark saniert, die Gänge nun betoniert, aber nicht weiter genutzt.
Ab 1990 gehörten die bis zu 14 Meter unter der Erde liegenden Stollen der Stadt Augsburg. Städtische Pläne zur Nutzung als Schutzraum scheiterten an den Kosten. 7,5 Millionen Mark sollte nach einem Gutachten die erneut notwendige Sanierung kosten. So wurde die Verfüllung beschlossen.
Erst 2001 erfolgte für 600.000 Mark die Füllung. Sie war dringend notwendig, zwischenzeitlich brach sogar ein Mähfahrzeug der Stadt ein, als ein Stollen nachgab. Verwendet wurde eine mit Wasser vermischte Masse aus Gesteinsmehl, die man in die Hohlräume fließen ließ. Aus Umweltschutzgründen wurde auf die zunächst diskutierte Verwendung von Schlacke aus der Augsburger Abfallverwertungsanlage verzichtet. Zwei Beispiele verdeutlichen die Dimensionen: Im Rosenauberg wurde das „Stollensystem I“ mit 1.700 m³ „Füllbinder“ geschlossen, das „System II“ mit rund 1.000 m³ der Gesteinsmasse verfüllt. Mit 40 m³ Beton wurden die Stollenausgänge gesichert.
Zwei Stollen an der Schießstättenstraße blieben allerdings bestehen. Sie sind nicht öffentlich zugänglich, werden aber für Übungen des Brand- und Katastrophenschutz oder für Führungen geöffnet.

## Entstehungsgeschichte

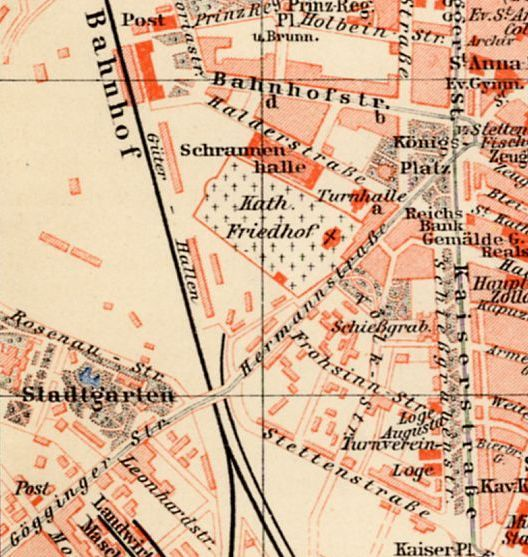
Stadtplan von 1905 (Ausschnitt), links unten der Stadtgarten

Noch vor der ersten Anlage eines Parks hieß das (Wiesen-)Gelände „Thennsches Gartengut“. Nachdem die Stadt Augsburg das Gelände aus privatem Besitz übernommen hatte, wurde auf dem Teil des heutigen Stadtgartens die Stadtgärtnerei eröffnet und blieb dort bis 1936. Sie wurde danach an den heutigen Standort des Botanischen Gartens verlegt und dort am 26. September 1936 neu eröffnet.
In den Jahren 1885 und 1886 entstand dann unter dem Namen „Vergnügungspark“ der Vorläufer des heutigen Stadtgartens. Anlass war die Errichtung eines Ausstellungsgeländes für die „Schwäbische Kreis-, Industrie-, Gewerbe- und kunsthistorische Ausstellung“, kurz „Große Kreisausstellung“, im Jahr 1886. Es umfasste unter anderem mehrere aus Holz gebaute große Hallen, ein Café und einen Musikpavillon.
Von 1895 bis 1897 wurde der Park um die „Rosenauberganlagen“ erweitert. Der 15 Meter hohe „Rosenauberg“ ist eher ein Hang, an den sich seit 1951 das Rosenaustadion anlehnt, und grenzt südwestlich an den Park an. 1906 erhielt dieser Teil den Namen „Wittelsbacher Park“. Namensgebend waren die Wittelsbacher, ein deutsches Adelsgeschlecht, aus dem jahrhundertelang die bayerischen Herrscher hervorgingen.

## Veränderungen im Lauf der Zeit

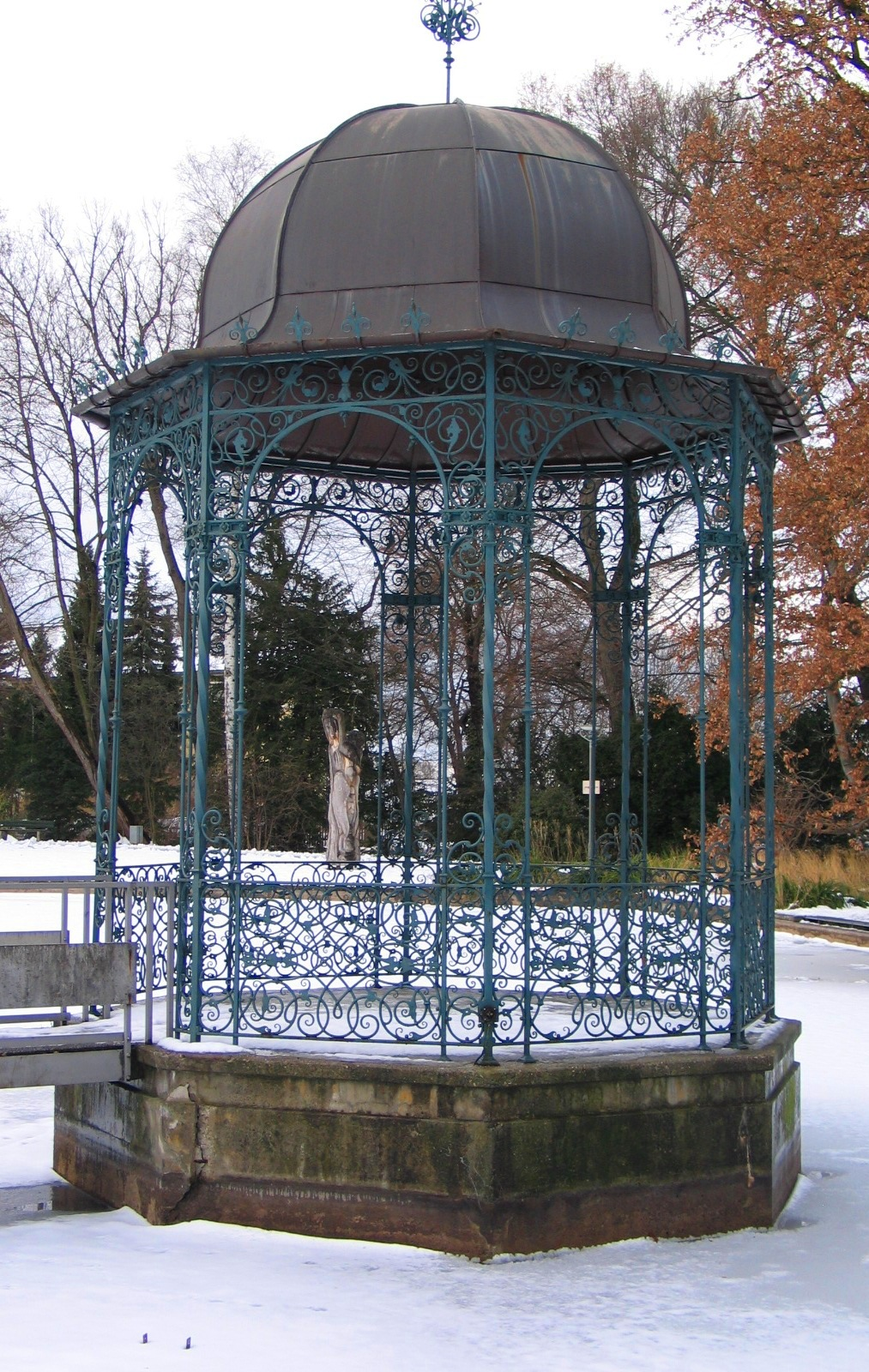
Pavillon im Stadtgarten

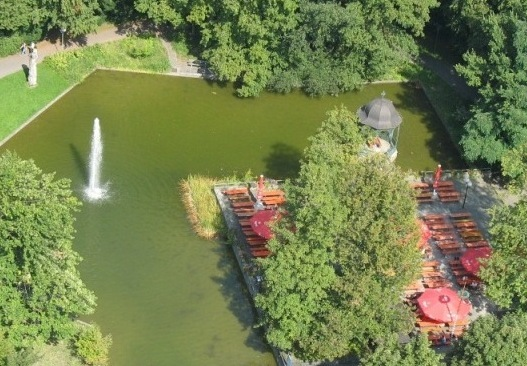
Der Stadtgarten

Nach dem Ende der Kreisausstellung am 30. September 1886 wurden viele Ausstellungsgebäude wieder abgebaut. Der neue Verein Augsburger Stadtgarten sorgte nun für die Umwandlung in einen attraktiven Stadtpark für die Augsburger Bürger. So entstand zum Beispiel 1889 eine große Konzerthalle für 2.000 Gäste, die 1910 einem Brand zum Opfer fiel.
Im Jahr 1900 wurde als Ergänzung der verbliebenen Ausstellungsgebäude die ebenfalls hölzerne Sängerhalle eröffnet. Sie wurde für (Gesangs-)Veranstaltungen und einem Fassungsvermögen von über 6.000 Personen gebaut und brannte am 1. Mai 1934 nach einer Brandstiftung nieder.
Von den frühen Bauten steht aufgrund von Bränden und Kriegsbeschädigungen heute nur noch der kleine Pavillon am Parkeingang. Ein kleiner Teil der mit Kopfstein gepflasterten Zufahrt von der Rosenaustraße ist ebenfalls noch erhalten.
An Stelle der früheren Konzerthalle entstand 1913–1914 nach Plänen des Augsburger Stadtbaurats Otto Holzer der Ludwigsbau. Er wurde im Zweiten Weltkrieg 1944 schwer beschädigt und wegen angeblicher Baufälligkeit 1965 gesprengt, um der neuen Kongresshalle Platz zu machen. 1972 verlor der Park daher im Osten an Fläche, um die Kongresshalle und den ebenfalls 1972 eröffneten Hotelturm zu integrieren. Viele Augsburger Bürger und Denkmalpfleger waren gegen den Hotelbau und den Eingriff in den Park. Es entstand eine – letztlich erfolglose – Bürgerinitiative „Rettet den Wittelsbacher Park“.
Bereits sieben Jahre zuvor, 1965, wurde nahe dem Rosenaustadion am Südende des Parks die architektonisch anspruchsvolle, heutige Erhard-Wunderlich-Sporthalle eröffnet. Die notwendige Umgestaltung bereicherte diesmal jedoch die Landschaftsarchitektur.
Der Gesamteindruck des Wittelsbacher Parks wird im nördlichen Teil geprägt von den Sichtbeton-Bauten der 1970er-Jahre (Kongress am Park). Im Süden dominieren der alte Baumbestand, freie Wiesen sowie Spielplätze.
Neben dem Haupteingang des Kongress am Park (bis 2012 „Kongresshalle Augsburg“) steht der „Reichenberger Brunnen“. Er ist ein Geschenk der Sudetendeutschen, die nach dem Zweiten Weltkrieg als Flüchtlinge in Augsburg aufgenommen wurden. Er ist reich verziert mit Reliefs zur Geschichte Reichenbergs.

## Langjähriger Messestandort
Die traditionelle Augsburger Frühjahrsausstellung, kurz AFA, eine Gewerbeschau, schlug ihre Zelthallen von 1951 bis 1954 neben dem Ludwigsbau auf. Wegen Platzmangel zog sie ab 1955 in den südöstlichen Parkteil mit seiner großen Freifläche um. Dies verkleinerte den Park um 3,5 Hektar.
Anfang der 1970er-Jahre wurde der Unmut der Augsburger darüber immer lauter. Es entstanden erste Pläne für die erneute Verlagerung der Messe. 1987 fand dann die letzte „AFA“ im Wittelsbacher Park statt. Das neue Augsburger Messegelände rund um die Schwabenhalle wurde 1988 eröffnet und nahm die Frühjahrsausstellung auf.

## Modular-Festival
Von 2012 bis 2018 fand im Wittelsbacher Park und im nebenstehenden Kongress am Park das „Modular Festival“ statt, das größte nichtkommerzielle Jugend- und Popkulturfestival in der Region Augsburg.